# Дияна Янкова
Д-р Дияна Янкова е професор по лингвистика на текста, превод на правни текстове, история и култура на Северна Америка, прагматика, междукултурно общуване и др. Автор е на три монографии и над 100 статии в областта на съпоставителното езикознание, анализа на дискурса, социолингвистиката, чуждоезиковото обучение, езиковите, жанровите и културните особености на текстове от континенталното, прецедентното и европейското право. Има над 80 участия в национални и международни конференции и конгреси. Член е на редколегии на специализирани академични списания в България и в чужбина. Настоящ президент на Централноевропейската асоциация за канадски изследвания.

## Биография
Завършва „Английска филология“ във ФКНФ на СУ „Св. К. Охридски“ със специализация Съпоставително езикознание. Доктор по Общо и сравнително езикознание с дисертация на тема: „Bulgarian-English Legal Texts – Textual Patterns in Preparatory Qualifications“ към Катедрата по англицистика и американистика, СУ „Св. К. Охридски“, диплома от ВАК от 2004 г.
Проф. д-р Дияна Янкова е щатен преподавател в НБУ от 1999 г. В периода 2004-2006 г. е директор на програма „Чужди езици и литератури“, а през 2009-2016 г. е член на Факултетния съвет на Бакалавърски факултет, НБУ. През м. април 2018 г., след обединяването на департаментите „Англицистика“ и „Роматистика и германистика“, е избрана за ръководител на новосформирания департамент „Чужди езици и култури“, НБУ. Член е на Академичния съвет на НБУ.
От 2007 г. е доцент по съвременен английски език с хабилитационен труд „The Text and Context of European Directives. Translation Issues in Approximating Legislation“, диплома от ВАК, а през 2013 г. е избрана за професор към департамент „Англицистика“, НБУ с хабилитационен труд „Legal Englishes: The Discourse of Statutory Texts“.
Научните ѝ интереси са в областта на лингвистиката на текста, културологията, юридическия английски, езика за академични цели, превода на специализиран текст, социолингвистиката, прагматиката, междукултурното общуване, чуждоезиковото обучение. Има успешно защитили докторанти, както и такива, които работят под нейно ръководство от български и чуждестранни университети.
Автор е на 4 монографии и над 80 научни статии и студии на български и английски език, публикувани в повече от 20 страни в авторитетни научни издателства, сред които John Benjamins, Peter Lang, University of Ottawa Press, SKY Journal of Linguistics, International Journal for Canadian Studies, International Journal of Language Studies, Etudes Canadiennes, Iberica, Central European Journal of Canadian Studies, British Journal of Canadian Studies. Има над 80 участия в международни конференции, симпозиуми и конгреси в България и в чужбина, в част от които като пленарен докладчик. Съставител и редактор на три годишника на департамент „Англицистика“ и три научни сборника с международно участие. Участва в редакционни колегии на български и чуждестранни специализирани научни списания. Организирала е няколко международни конференции и конгреси. Участвала е в научни журита за придобиване на научни степени и за заемане на академични длъжности в БАН и редица университети: СУ, УНСС, ВИАС, НБУ, ВТУ, Военна академия, ИЧС, ЮЗУ, ПУ.
Проф. Янкова е спечелила редица изследователски проекти, научни стипендии и специализации, финансирани от научни организации и институции, сред които: Залцбургския семинар (1996, 2004), Британския съвет (1997), Канадското външно министерство (2001, 2008), Фондация „Фулбрайт“ (2002), Фондация „Отворено общество“ (2000 – 2001), Грюндвиг (2004, 2013), Сократ (2004), ESSE (2011), ЕИП (2012, 2015), Еразъм (2011, 2017), SCOPES (2014), Хумболт (2017), и е работила по научни проекти съвместно с екипи от университетите в Йорк, Шанхай, Берген, Цюрих, Оксфорд, Макгил, Бон и др.
Настоящ президент (втори мандат) на Централноевропейската асоциация за канадски изследвания (CEACS), основател и първи председател на Българското дружество по канадски изследвания (2004 – 2006), Вицепрезидент на Централноевропейската асоциация за канадски изследвания (2006 – 2012), член на Съюза на учените в България, секция „Филология“ (от 2004 г.), член-учредител на International Language and Law Association, член-учредител на Българското дружество на англицистите (БДА), член-учредител на Българската асоциация по американистика.
Освен английски език, ползва свободно испански, руски, немски и е изучавала арабски език.

## Публикации
- Functions and Mechanisms of Code-Switching in Bulgarian Canadians[1]
- Cross-linguistic interactions[2]
- Canada: a View from Without
- Chapter 12. Contextuality of interpretation in non-monolingual jurisdictions
- Cross-cultural and transnational identity[неработеща препратка]
- Is translating the Acquis communautaire reforming the context of social relations and national discourse models